# Papa Wemba
Papa Wemba, właśc. Jules Shungu Wembadio Pene Kikumba (ur. 14 czerwca 1949 w Lubefu, zm. 24 kwietnia 2016 w Abidżanie) – piosenkarz, kompozytor, jeden z bardziej rozpoznawalnych muzyków kontynentu afrykańskiego.
Często nazywany królem Rhumba Rock, współzałożyciel grupy Zaiko Langa Langa (1970), Isife Lokolé (1974), Viva La Musica (1976). Był popularyzatorem ruchu i mody Sapeurs, czyli pozytywnego stylu ubierania i życia wywodzącego się z Konga.
Na początku lat 80. przeniósł się wraz z zespołem do Paryża.
W 2004 roku zamieszany w przemyt afrykańskich imigrantów do Europy, za co został skazany na 30 miesięcy więzienia (z czego 26 w zawieszeniu).
Zmarł 24 kwietnia 2016 roku po tym, jak zasłabł na scenie w Abidżanie. Jego pogrzeb odbył się 2 maja 2016 roku Kinszasie.

## Dyskografia
- Pauline (1970) – Zaiko Langa Langa
- L'Amoureux Decu (1972) – Zaiko Langa Langa
- Mete la Verite, Chouchouna (1973) – Zaiko Langa Langa
- Liwa ya Somo (1973–1974) – Zaiko Langa Langa
- Ainsi Va La Vie, Amazone (1975) – Isifi Lokole
- Matembele Bangi, Lisuma ya Zazu (1976) – Yoka Lokole
- Mere Superieure, Bokulaka, Mabele Mokonzi, Muana Molokai (1977)
- Princesse ya Senza, Fleur Betoko, Zonga-Zonga (1978)
- Anibo, Ata Nkale (1979)
- Levre Rose (1979) wspólnie z Rochereau & Afrisa
- Telegramme (1979) wspólnie z Simaro Massiya & OK. Jazz
- Analengo (1980), Amena (1980) wspólnie z Pepe Kalle
- Santa, Matebu (1980)
- Melina La Parisienne, Ufukutano (1981)
- Evenement, Rendre A Caesar (1982)
- Eliana, Bukavu Dawa (1983)
- Proclamation (1984) wspólnie z Ngashie Niarchos
- Destin ya Moto (1985)
- L'esclave, Papa Wemba – Au Japon (na żywo) (1986)
- Papa Wemba Ekumani (1987)
- M'fono Yami (1989)
- Biloko ya Moto-Adidas Kiesse (1991)
- Le Voyageur (1992)
- Foridoles (1994)
- Emotion (1995)
- Pôle Position (1996)
- Wake-Up (1996) wspólnie z Koffi Olomide
- Nouvelle Ecriture (1997)
- Molokaï (1998)
- Nouvelle Ecriture dans L (1998)
- M’Zée Fula-Ngenge (1999)
- Muana Matebu (1999)
- A La Une (2000)
- Zea (2001)
- Bakala Dia Kuba (2001)
- Somo Trop (2003)
- Muana Molokaï (2004)
- Ba Zonkion (2005)
- Cheeky Summer time – Collab with Father J (2004)
- Attention L’artiste (2006)
- Kaka yo (2008)
- Somo trop (2008)

## Filmografia
- Les Habits neufs du gouverneur (The Governor’s New Clothes) (2004).
- Combat de fauves (1997) – The African.
- La Vie est Belle (Życie jest piękne) (1987) – Kourou.